# Ippolito de’ Medici

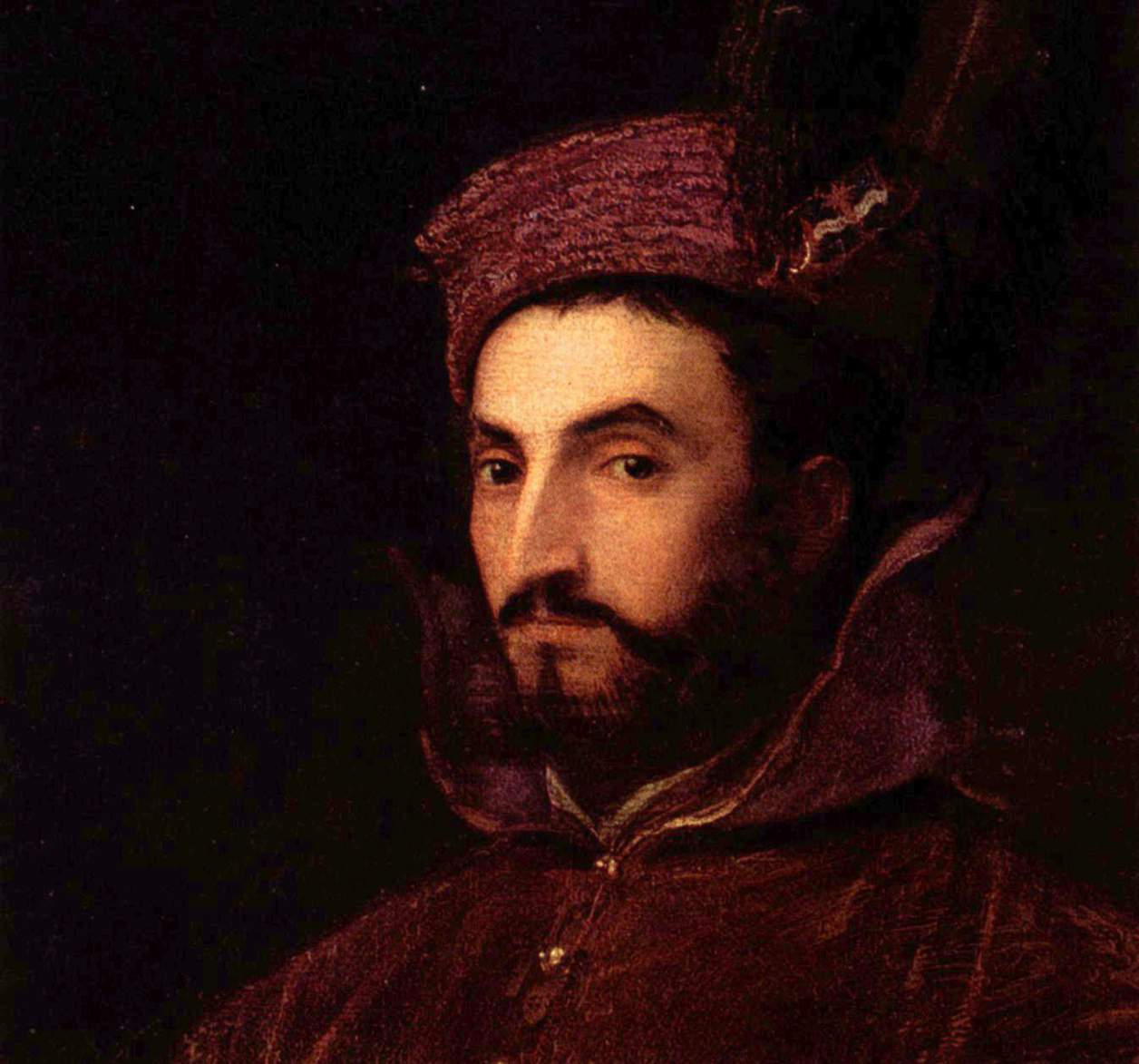
Ippolito de’ Medici (als Edelmann) – Porträt von Tizian (1533)

Ippolito de’ Medici (* 19. April 1511 in Florenz; † 10. August 1535 in Itri) war der illegitime einzige Sohn des Giuliano di Lorenzo de’ Medici (1479–1516), des Herzogs von Nemours.

## Leben

Kardinalswappen (schematische Darstellung)

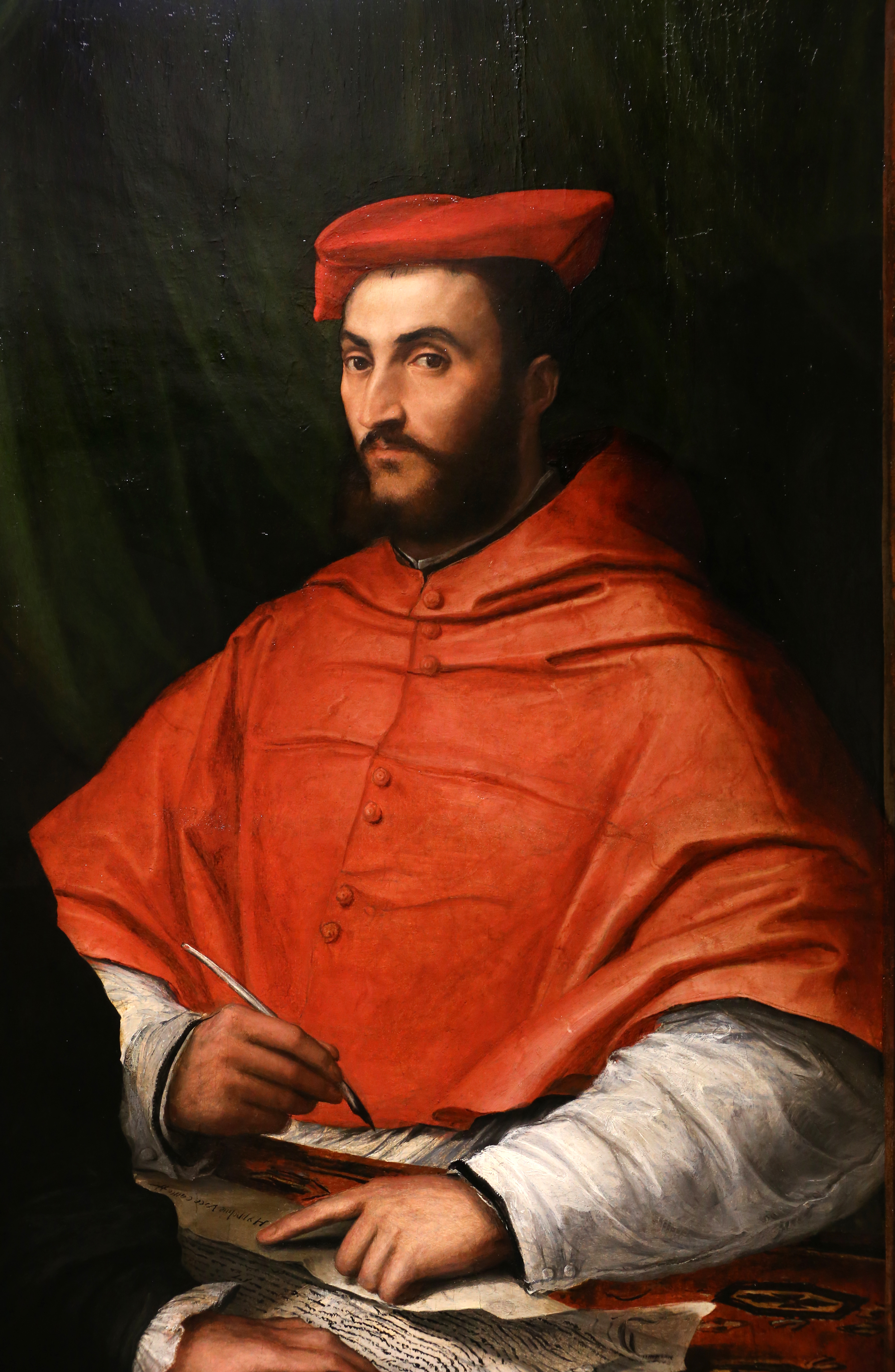
Ippolito de’ Medici als Kardinal – Porträt von Girolamo da Carpi (bald nach 1532)

Ippolitos Mutter war Pacifica Brandano. Als Kaiser Karl V. die Stadt Rom 1527 plünderte, nutzten die Florentiner die Unruhe in Italien aus, um die Medici zu verjagen und die Republik neu zu errichten. Alessandro de’ Medici (der Sohn des verstorbenen Lorenzo di Piero de’ Medici, vielleicht aber auch des Papstes Clemens VII., des früheren Giulio de’ Medici, dem aktuellen Oberhaupt der Familie Medici), Ippolito und der größte Teil ihrer Anhänger flohen.
Am 10. Januar 1529 wurde der erst 17-jährige Ippolito de’ Medici mit päpstlichem Dispens von dem Erfordernis des kanonischen Alters zum Erzbischof von Avignon ernannt, zugleich kreierte der Papst ihn zum Kardinalpriester mit der Titelkirche Santa Prassede. Die Weihen empfing Ippolito allerdings nie.
Als Clemens VII. Frieden mit dem Kaiser schloss, wurde die Republik mit Hilfe kaiserlicher Truppen nach einer längeren Belagerung gestürzt, und die Medici kehrten im Sommer 1530 an die Macht zurück. Ippolito regierte anfangs die Stadt im Namen des Papstes als Oberhaupt der Familie Medici, der jedoch zunehmend Alessandro als Herrn der Stadt favorisierte. Clemens machte Ippolito am 10. Januar 1529 zum Kardinalpriester mit der Titelkirche San Lorenzo in Damaso, schickte ihn als seinen Gesandten nach Ungarn und übergab die Stadt dem 19-jährigen Alessandro, der zum Herzog ernannt worden war.
1535 sandte die Florentiner Opposition Ippolito de’ Medici wegen einiger Handlungen des Herzogs zu Kaiser Karl, Ippolito starb unterwegs und es wurde das Gerücht gestreut, er sei auf Alessandros Befehl hin vergiftet worden.

## Belletristik
- Susan Hicks Beach: Ein Kardinal der Medici. Die Memoiren der unbekannten Mutter des Kardinals Ippolito de’ Medici. Rowohlt, Berlin 1938.